# Sheathbill Glacier
Der Sheathbill Glacier (englisch) ist ein Gletscher am Mount Bird auf der antarktischen Ross-Insel. Er fließt südlich des Shearwater Glacier.
Das New Zealand Antarctic Place-Names Committee benannte ihn 1989 nach der Vogelgattung der Scheidenschnäbel (englisch sheathbills).